# Hilding Eklund

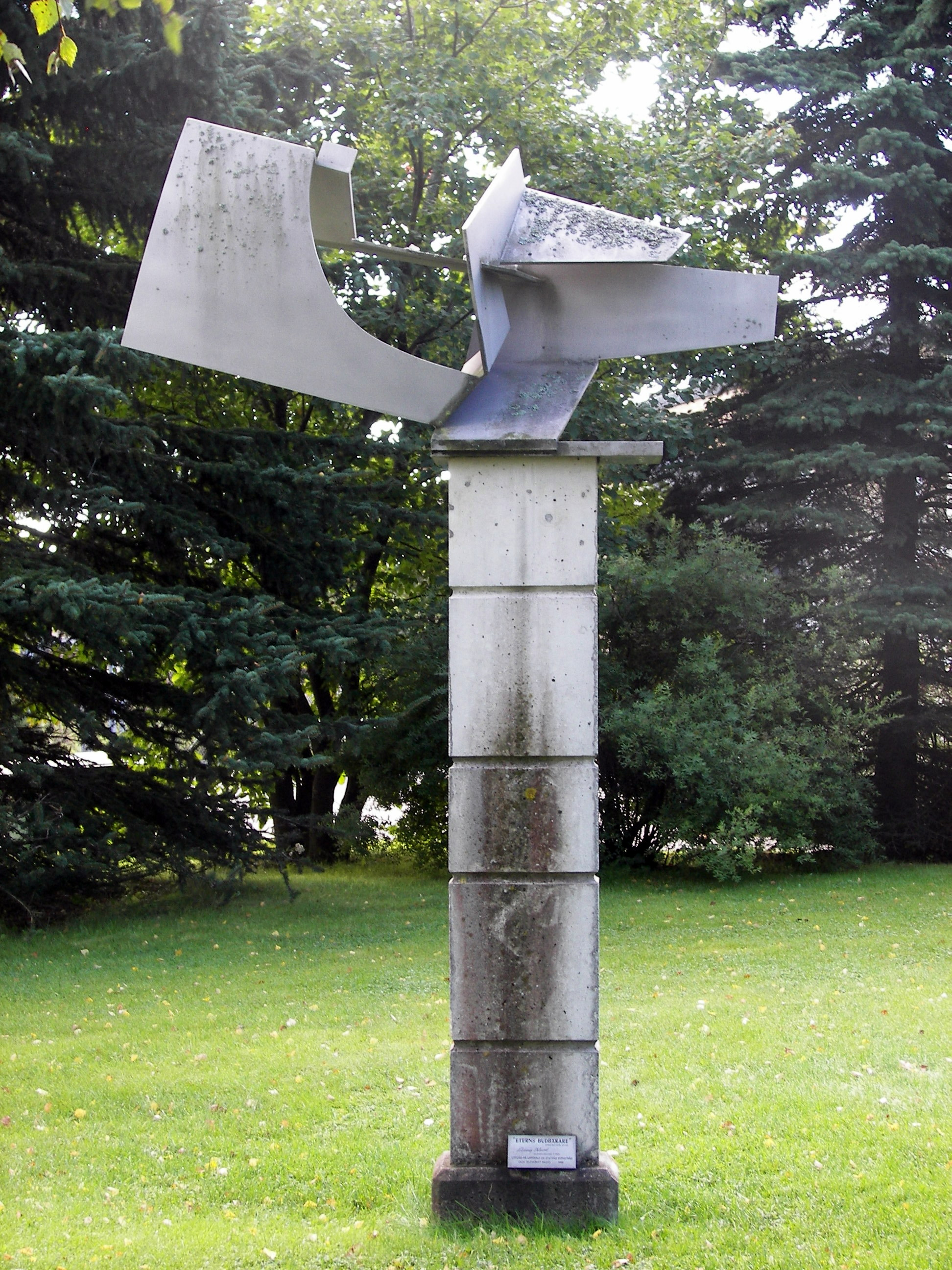
Eklunds skulptur Eterns budbärare placerad utanför Telias kontorshus i Östra Birsta, Ljustadalen.

Oskar Hilding Eklund, född 14 december 1909 i Alby i Borgsjö församling i Medelpad, död 12 januari 1999 i Täby, var en svensk målare, grafiker och skulptör.
Eklund studerade konst för Edvin Ollers samt under vistelser i Frankrike och Nederländerna. Bland hans offentliga arbeten märks en större träskulptur i Sundsvall. Hans konst består av abstrakta och konkreta föremål avbildade i färgträsnitt eller akvarell ofta med hamn och fartygsmotiv eller motiv med anknytning till Medelpad. Eklund är representerad vid Sundsvalls museum och Västerbottens museum.